# Мері Джепкосгеї Кейтані
Мері Джепкосгеї Кейтані (англ. Mary Jepkosgei Keitany; нар. 18 січня 1982) — кенійська легкоатлетка, яка спеціалізувалась у шосейному бігу на довгі дистанції, чемпіонка та ексрекордсменка світу з напівмарафону, рекордсменка світу з марафонського бігу.

## Спортивні досягнення
Чемпіонка світу (2009) та срібна призерка чемпіонату світу (2007) з напівмарафону в індивідуальному заліку.
Дворазова чемпіонка світу з напівмарафону в командному заліку (2007, 2009).
Учасниця олімпійських змагань-2012 з марафонського бігу (4-е місце).
Багаторазова переможниця та призерка Лондонського та Нью-Йоркського марафонів, що входять до World Marathon Majors, найбільш престижної серії марафонських забігів у світі.
Ексрекордсменка світу з бігу на 20 кілометрів (2011; 1:02.36) та напівмарафону (2011; 1:05.50) у змішаних (за одночасної участі жінок і чоловіків) забігах (2011; 1:05.50).
Рекордсменка світу з марафонського бігу у суто жіночих (англ. women only) забігах (2017; 2:17.01).
Рекордсменка світу з бігу на 25 (2010; 1:19.53) та 30 (2017; 1:36.05) кілометрів.
У вересні 2021 оголосила про завершення змагальної кар'єри.

## Основні міжнародні виступи
| Рік  | Змагання                        | Місто     | Місце | Дисципліна   | Примітки |
| ---- | ------------------------------- | --------- | ----- | ------------ | -------- |
| 2007 | Лондонський марафон             | Лондон    | —     | марафон      | DNF      |
| 2007 | Чемпіонат світу з напівмарафону | Удіне     | 2     | напівмарафон |          |
| 2009 | Чемпіонат світу з напівмарафону | Бірмінгем | 1     | напівмарафон | [ 4 ]    |
| 2010 | Нью-Йоркський марафон           | Ньй-Йорк  | 3     | марафон      |          |
| 2011 | Лондонський марафон             | Лондон    | 1     | марафон      |          |
| 2011 | Нью-Йоркський марафон           | Ньй-Йорк  | 3     | марафон      |          |
| 2012 | Лондонський марафон             | Лондон    | 1     | марафон      |          |
| 2012 | Олімпійські ігри                | Лондон    |       | марафон      |          |
| 2014 | Нью-Йоркський марафон           | Ньй-Йорк  | 1     | марафон      |          |
| 2015 | Лондонський марафон             | Лондон    | 2     | марафон      |          |
| 2015 | Нью-Йоркський марафон           | Ньй-Йорк  | 1     | марафон      |          |
| 2016 | Лондонський марафон             | Лондон    |       | марафон      |          |
| 2016 | Нью-Йоркський марафон           | Ньй-Йорк  | 1     | марафон      |          |
| 2017 | Лондонський марафон             | Лондон    | 1     | марафон      |          |
| 2017 | Нью-Йоркський марафон           | Ньй-Йорк  | 2     | марафон      |          |
| 2018 | Лондонський марафон             | Лондон    |       | марафон      |          |
| 2018 | Нью-Йоркський марафон           | Ньй-Йорк  | 1     | марафон      |          |
| 2018 | Лондонський марафон             | Лондон    |       | марафон      |          |
| 2018 | Нью-Йоркський марафон           | Ньй-Йорк  | 2     | марафон      |          |